# Salim Heroui
Salim Heroui (en arabe : سليم حروي), né le 19 mars 1999 à Alger, est un escrimeur fleurettiste algérien.

## Carrière
Salim Heroui est médaillé de bronze en fleuret par équipes aux championnats d'Afrique d'escrime 2015 au Caire, aux Jeux africains de 2015 à Brazzaville, aux championnats d'Afrique d'escrime 2016 à Alger, aux championnats d'Afrique d'escrime 2018 à Tunis ainsi qu'aux championnats d'Afrique d'escrime 2019 à Bamako. En avril 2021, il remporte le tournoi de qualification olympique africain au Caire, obtenant ainsi sa qualification pour les Jeux olympiques de Tokyo.
Il remporte la médaille d'argent en fleuret par équipes aux Championnats d'Afrique d'escrime 2022 à Casablanca ainsi qu'aux Championnats d'Afrique d'escrime 2023 au Caire.